# 26183 Henrigodard
A 26183 Henrigodard (ideiglenes jelöléssel (26183) 1996 HG15) a Naprendszer kisbolygóövében található aszteroida. Eric Walter Elst fedezte fel 1996. április 17-én.